# Peixe-borboleta listrado
Chaetodon striatus é uma espécie de peixes tropicais marinhos da família Chaetodontidae genericamente conhecida como peixes-borboleta. No Brasil é conhecido por diversos nomes: Beijo-de-moça, Borboleta, Borboleta-listrado, Carapiaçaba, Castanhola, Freire, Paru, Paru-mulato, Parum, Peixe-borboleta e Quebra-prato. O nome científico vem do grego Chaeto, cerda ou cabelo, e donte, dente, em referência ao tipo de dentes encontrados nesta família de peixes; striatus pode ser traduzido do latim como com estrias ou listras, referindo-se as listas laterais escuras que apresenta. Habitam os recifes e regiões costeiras do Atlântico ocidental tropical.

## Distribuição geográfica
Normalmente vivem em águas relativamente rasas, associados a recifes de coral e a costões rochosos. Podem ser encontrados desde o litoral nordeste dos Estados Unidos até a costa sul do Brasil no litoral de Santa Catarina.